# The Collection (Whodini)
The Collection è una raccolta del gruppo Whodini.

## Tracce
1. Funky Beat – 5:04
2. One Love – 5:30
3. Friends – 4:42
4. Haunted House of Rock – 6:34
5. Be Yourself – 3:24
6. Escape (I Need a Break) – 3:44
7. Five Minutes of Funk – 5:25
8. I'm a Ho – 4:03
9. Freaks Come out at Night – 4:43
10. Big Mouth – 2:51
11. Any Way I Gotta Swing – 4:28
12. Magic's Wand – 5:41
13. In the Beginning – 3:41
14. Tricky Trick – 5:06
15. Fugitive Bonus Cut – 6:07
16. Grandmaster Dee's Haunted – 3:27
17. Whodini Friends Mastermix – 4:11